# Hartashen, Shirak
Hartashen là một đô thị thuộc tỉnh Shirak, Armenia. Dân số ước tính năm 2011 là 171 người.